# Quirínguaro
Quirínguaro är en ort i Mexiko.   Den ligger i kommunen Huiramba och delstaten Michoacán de Ocampo, i den södra delen av landet, 250 km väster om huvudstaden Mexico City. Quirínguaro ligger 2 157 meter över havet och antalet invånare är 244.
Terrängen runt Quirínguaro är varierad. Runt Quirínguaro är det ganska tätbefolkat, med 179 invånare per kvadratkilometer. Närmaste större samhälle är Pátzcuaro, 13,8 km väster om Quirínguaro. I omgivningarna runt Quirínguaro växer huvudsakligen savannskog.